# Ondino Viera
Ondino Leonel Viera Palasérez (10 de setembro de 1901 – 27 de junho de 1997), também conhecido como Ondino Vieira no Brasil, foi um treinador de futebol uruguaio. Foi o primeiro técnico a utilizar o esquema 4-2-4, que influenciou fortemente o futebol na década de 1950.
Em sua longa carreira, conquistou títulos importantes entre as décadas de 1930 e 1960 por clubes da Argentina, Brasil, Uruguai e Paraguai. Com a seleção paraguaia, alcançou o segundo lugar na Copa América de 1963. Comandou também a seleção uruguaia durante a Copa do Mundo FIFA de 1966, alcançando as quartas de final. Seu filho, Milton, também estava na seleção da Copa do Mundo.
Em 1967, a United Soccer Association importou equipes inteiras da Europa e da América do Sul para jogar na América do Norte. Com Viera como técnico, Cerro jogou como New York Skyliners.
Ele também treinou o Nacional, o Peñarol, o Fluminense, sendo o terceiro treinador com mais jogos na história do clube e o Vasco da Gama, onde ganhou destaque por montar o Expresso da Vitória, um dos maiores elencos da história do futebol.

## Títulos
- Campeonato Uruguaio : 1934, 1955, 1956, 1957
- Campeonato Argentino : 1936, 1937
- Campeonato Paraguaio : 1964
- Campeonato Carioca : 1938, 1940, 1941, 1945
- Torneio Municipal: 1944, 1945, 1946
- Torneio Relâmpago: 1944, 1946
- Torneio Extra: 1941
- Copa América : 1963 (2. Lugar)

## Links externos
- Rogério Revelles: Ondino Viera… o futebol como ciência, Tardes de Pacaembu, 29/06/2020